# 오렌지강
오렌지강(아프리칸스어/네덜란드어: Oranjerivier, 영어: Orange River)은 다른 이름으로 가리프강(영어: Gariep River), 그루테강(영어: Groote River) 또는 센쿠강(영어: Senqu River)이라고도 불린다. 오렌지강은 남아프리카 공화국의 가장 긴 강으로 총 길이는 2,200 km(1,367 mi)이다. 레소토의 드라켄즈버그산맥에서 발원하여 남아프리카 공화국을 동서방향으로 관통하여 대서양으로 들어간다. 발원지의 고도는 3,000 m가 넘으며 하구는 남아프리카 공화국 노던케이프주의 알렉산더베이에 위치한다.
오렌지강은 남아프리카 공화국 · 나미비아 국경과 남아프리카 공화국 · 레소토 국경의 일부를 이루며 또한 남아프리카 내의 여러 지방들의 경계를 이룬다. 오렌지강이 통과하는 주요 도시는 없지만 관개 및 수력 발전을 통해 남아프리카 공화국의 경제에 중요한 역할을 한다. 오렌지강이라는 이름은 로버트 제이콥 고든이 네덜란드 왕실인 오라녜나사우 왕가(House of Oranje-Nassau)의 이름에서 따온 것이다. 1991년 6월 28일에는 남아프리카 공화국령 오렌지강 어귀가 람사르 협약에 따른 습지로 등록되었고 1995년 8월 23일에는 나미비아령 오렌지강 어귀가 람사르 협약에 따른 습지로 등록되었다.

## 같이 보기
- 타바나은틀렌야나